# 佐賀大学の人物一覧
佐賀大学の人物一覧は佐賀大学および2003年に合併統合した佐賀医科大学に関係する人物の一覧記事。前身の旧制佐賀高等学校出身者については、佐賀高等学校 (旧制)#著名な出身者を、佐賀師範学校出身者については、佐賀師範学校#著名な出身者を、佐賀青年師範学校出身者については、佐賀青年師範学校#著名な出身者をそれぞれ参照。

## 著名な教職員
- 鈴木史郎 (素粒子物理学者、理工学部教授)
- 杉山晃 (素粒子物理学者、理工学部准教授)
- 上原春男（工学者、海洋エネルギー研究センター教授） - 専門は海洋温度差発電(OTEC)、凝縮熱伝達
- 森周子（社会学者、准教授。ドイツ社会学）
- 畑山敏夫（国際政治学者、教授）
- 白石良夫（国文学者、教授）
- 西村雄一郎（映画評論家、講師）

## OB・OG

### 政界
- 石田信明（第3代長崎県新上五島町長）[1]
- 今川正美（衆議院議員（1期）、日本労働組合総連合会佐世保地域協議会事務局次長、中退）
- 塚部芳和（第5代伊万里市長）
- 吉田久美子（衆議院議員（1期））

### 財界
- 大塚周一（ジャパンディスプレイ社長兼CEO、エルピーダメモリCOO）
- 菅谷俊二（オプティム創業者・社長、佐賀大学招聘教授）
- 中村寛治（ヒューマンセントリックス創業者・代表取締役）
- 松尾茂文（ピアレス代表取締役、落語家、ラジオパーソナリティ）

### 官界
- 古川貞二郎（元内閣官房副長官。中途退学し九州大学に入学、卒業）
- 平尾豊徳（元農林水産省経営局長、元農林漁業信用基金副理事長）
- 森光敬子 (厚生労働省大臣官房危機管理・医務技術総括審議官)

### 医学
- 麻川武雄（薬理学者、佐賀医科大学名誉教授）
- 大曲貴夫（国立国際医療研究センター 国際感染症センター長、内閣新型インフルエンザ等対策推進会議 委員、東京都新型コロナウイルス感染症 医療アドバイザー）
- 永野正史（内科医）
- 野出孝一（内科医、佐賀大学教授、元日本高血圧学会理事長、日本学術会議会員）
- 松本俊彦（精神科医）

### 教育
- サンパット・アマラトゥンゲ（農学者、スリジャヤワルダナプラ大学副学長、スリランカ教育省大学助成委員会会長）
- 森井昌克（工学者、神戸大学教授、理工学部卒）- 専門はコンピュータセキュリティ
- 原伸子（経済学者、法政大学教授）
- 坂田道孝（スポーツ科学、佐賀大学教授）
- 田内初義（アメリカ文学、大東文化大学助教授） - 小説家でもある
- 片渕悦久（アメリカ文学、大阪大学教授）
- 長友千代治（国文学、佛教大学教授）

### 文学
- 前田珠子（作家）
- 阿井景子（作家）
- 樹川さとみ（小説家） - 佐賀大学SF研究同好会出身

### 芸能
- コンコンジャンプ（ガールズバンド） - 佐賀大学フォークソング研究会出身
- SKUNK SHOT BOOSTER（ロックバンド） - 佐賀大学フォークソング研究会出身
- テキサスマウンテンローレル

### スポーツ
- 鐡戸裕史（サッカー選手）- 元松本山雅FC
- 佐藤真也（サッカー選手）- 元ギラヴァンツ北九州
- 黒木晃平（サッカー選手）- ロアッソ熊本
- 浦紘史（サッカー選手） - FCティアモ枚方
- 後藤雄治（サッカー指導者） - ヴィッセル神戸ユースコーチ
- 松本健太郎  (サッカー選手)  - 元ファジアーノ岡山
- 陣内綾子（陸上競技選手）
- 児玉絹枝（アーチェリー選手） - アトランタオリンピック日本代表

### マスコミ
- 川島恵（アナウンサー） - MRT宮崎放送
- 中野伊万里（アナウンサー） -RKB毎日放送

### 漫画
- 古賀亮一（漫画家） - 佐賀大学漫画研究会出身
- 森本梢子（漫画家）
- くら☆りっさ（漫画家）
- 田中むねよし（漫画家）
- 徳光康之（漫画家）